# ポール・ヘリヤー
ポール・セオドア・ヘリヤー（Paul Theodore Hellyer、1923年8月6日 - 2021年8月8日）は、カナダのエンジニア、政治家、著述家、評論家。

## 若年期
ヘリヤーは、オンタリオ州ウォーターフォード近くの農場で生まれ育った。高校卒業後、カリフォルニア州グレンデールのカーティス・ライト技術研究所で航空宇宙工学を学び、1941年に卒業した。彼は在学中に自家用機パイロット免許も取得した
。
卒業後、ヘリヤーはカナダの第二次世界大戦への戦争遂行努力の一環としてカナダ空軍のために訓練機を製造していたオンタリオ州フォートエリーのフリート・エアクラフトに雇用された。彼自身カナダ空軍のパイロットになろうとしたが、これ以上パイロットは必要無いと言われ、その後王立カナダ砲兵隊に入隊し、戦時中は砲手を務めた。
ヘリヤーは1949年にトロント大学で文学士号を取得した。

## 初期の政治キャリア
ヘリヤーは1949年の連邦選挙のダベンポート選挙区においてカナダ自由党で初当選した。庶民院に当選した者の中では、当時としては史上最年少であった。国防大臣の政務補佐官を短期間務めた際に、彼は良い印象を残した。その後、彼はルイ・サンローラン首相内閣で国防副大臣に指名された。しかしこの内閣は短命で、2か月後の連邦選挙でサンローランが敗北すると、ヘリヤーは議員席を失った。
1958年、ヘリヤーは隣の選挙区であるトリニティ選挙区での補欠選挙で議会に戻り、ジョン・ディーフェンベーカーの進歩保守党政権に対する強力な批判者となった。

## 閣僚と自由党リーダー候補
1963年の連邦選挙で自由党が政権に復帰すると、ヘリヤーはレスター・B・ピアソン内閣の国防大臣となった。これはヘリヤーの政治キャリアの中で最も重要な期間であった。彼は国防大臣として、カナダ海軍、カナダ陸軍、カナダ空軍のカナダ統合軍という一つの組織への劇的かつ物議を醸す統合を監督した。
1968年、ヘリヤーは自由党党首選挙に出馬し、1回目の投票で2位となったが、2回目、3回目の投票で3位に下がり、4回目の投票でロバート・ウィンターズを支持するために出馬を取りやめた。選挙ではピエール・トルドーが勝利した。ヘリヤーはトルドー内閣の運輸大臣を務め、現在の副首相に当る役職である上級相であった。

## 1969年から1988年の政治
1969年、ヘリヤーは住宅と都市の再開発に関する主要な報告書を公表し、新しい政府のプログラムよりも、むしろ段階的な改革を提唱した。彼はカナダの住宅ローン制度の柔軟性を高めるよう呼びかけ、企業年金基金が住宅プログラムにさらに多くの投資をするよう奨励した。彼のアプローチは万人には受け入れられなかった。一部の州政府および市政府はあからさまに懐疑的であり、住宅に関心を持つ左翼系の進歩保守党のヒュアード・グラフティは、より過激なアプローチを求めた。
ヘリヤーの報告書は、「古い住宅の大規模な破壊」の中止と、「既存の住宅の解体における選択性の向上」も求めていた。大都市の再開発プロジェクトは、彼のタスクフォースの結果として終結した。1969年、ヘリヤーは住宅計画の実施をめぐるトルドーとの論争により内閣を辞任した。
1971年の初め、ヘリヤーは無所属で議会に参加した。1971年に彼が新しい政党であるアクション・カナダを結成しようとしたが失敗した後、進歩保守党党首のロバート・スタンフィールドは彼に進歩保守党の党員集会に参加するよう招待した。彼は与党批判で再び有名になり、1972年の連邦選挙で進歩保守党として再選されたが、1974年の連邦選挙で議席を失った。
この敗北にもかかわらず、ヘリヤーは1976年に進歩保守党の党首選挙に出馬した。彼の見解は、ほとんどの代表者にとってあまりにも右翼的であり、レッド・トーリー党を「真の保守党」ではないとして攻撃する演説で、多くのトーリー党員との関係を悪化させた。彼は2回目の投票で8人の候補者の内の6位に終わり、ジョー・クラークが党首の座を獲得した。
ヘリヤーは1982年に再び自由党に参加したが、政治においてはほとんど沈黙を通した。1988年、セントポールズ選挙区のトロントにおける自由党の指名選挙に出馬し、14年前に彼がトーリー党議員であった時に隣のトリニティ選挙区でヘリヤーを負かしたエーディン・ニコルソンに敗れた。

## カナダ行動党
カナダ国民党の崩壊後、投票者に経済ナショナリズムの選択肢を提供するために、ヘリヤーは1997年にカナダ行動党を結成した。ヘリヤーは、進歩保守党と自由党は両党ともグローバリゼーションを受け入れ、そして新民主党はもはや信頼できる代替手段を提供することができないと考えていた。また行動党も、民間資金の創出を徐々に減らし、公共5%・民間95%だった流動比率を、公共50%・民間50%に戻して公的資金の創出を増やすことで、政府は経済のかじ取りに、より積極的になるべきだというヘリヤーの通貨改革の提案を受け入れた。
彼の党はほとんど知られていないミニ政党であり続け、ヘリヤーは1997年と2000年の選挙で庶民院での議席を失った。
2000年の選挙と新民主党の復活の後、ヘリヤーは新民主党党首に働きかけ、二つの党を「一大政党」に統合する可能性について論じた。このプロセスは、2003年の行動党の党大会で全会一致の動議が成立したことでさらに前進した。
2004年の初め、統合の期日が何度か延長された後、新民主党はその党名を変更するよう要求するヘリヤーの統合提案を拒否した。ヘリヤーは行動党の党首を辞任したが、党員ではあり続けた。2004年カナダ総選挙で彼が新民主党に立候補するかもしれないという噂は根拠がないことが判明した。

## 地球外知的生命体についての主張
1967年6月3日、ヘリヤーはヘリコプターで飛び、アルバータ州セントポールに未確認飛行物体の離着陸場を公式に開設した。町はこの離着陸場をカナダ100年祭のプロジェクトの一環として、また、人類の戦争から宇宙を守るシンボルとして建設した。離着陸場の横にある看板には次のように記されている。
この地域は、人類が他の宇宙を国家間の戦争や衝突から守り続けるという私たちの信念のシンボルとして、セントポールの町によって世界初のUFO離着陸場として国際的に指定された。将来の宇宙旅行はすべての銀河系の生命にとって安全であり、地球またはその他の星からこの地域とセントポールの町へのすべての来訪者は歓迎される。
2005年9月初め、ヘリヤーはUFOの存在を信じていると公に発表し、ニュースの大きな話題となった。2005年9月25日、彼はトロントで開催された地球外政治学の会議に招待され、ある夜に妻と数人の友人と一緒にUFOを目撃したことを語った。彼は当時はその体験を疑っていたが、先入観は持たないでいたと述べた。2005年2月にABCのUFO特集を見た後、この問題をより深刻に考えるようになったと述べた。
2007年、Ottawa Citizen紙は、ヘリヤーが世界政府に対して 気候変動の問題を解決するために使用できる宇宙人の技術を開示することを要求していることを報道した。
この世代のうちに化石燃料の燃焼を廃絶できるような……私たちの星を救うことができるような……そのような（宇宙人の）技術があるのかどうか知りたい。私たちは政府を説得して、彼らが何を知っているかについて本当のことを言うように促す必要がある。私たちの中には、彼らが非常に多くのことを知っていて、それはすぐに利用すれば私たちの星を十分救うことができるかも知れないと考えている者もいる。
2014年1月にYouTubeで公開されたのRTによるインタビューでは、自身が出会ったことはないが、少なくとも4種類の宇宙人が何千年もの間地球を訪れており、金星、火星、土星の衛星に住む者もいるが、彼らの多くは別の星系から来ていると語った。ヘリヤーによれば、彼らは「私たちが地球の良き管理人だとは思っていない」。

## 私生活
Toronto Sun紙の初期のの投資者であった。また彼は、1974年から1984年の間、この新聞のシンジケート・コラムニストでもあった
ヘリヤーはトロントに住んでいた。彼には3人の子供と5人の孫がいる。
2021年8月8日、転倒による合併症によりトロントの病院で死去。2日前に98歳の誕生日を迎えたばかりであった。

## 書籍
ヘリヤーは、グローバリゼーションの影響、またアメリカによる併合の危険性からカナダを守るために、行動党、新民主党、様々な左翼系活動家の合流を奨励した『One Big Party: To Keep Canada Independent』のような、カナダとグローバリゼーションに関する書籍を著している。
- Agenda, a Plan for Action (1971年)
- Exit Inflation (1981年)
- Jobs for All: Capitalism on Trial (1984年)
- Damn the Torpedoes (1990年)
- Funny Money: A common sense alternative to mainline economics (1994年)
- Surviving the Global Financial Crisis: The Economics of Hope for Generation X (1996年)
- Evil Empire : Globalization's Darker Side (1997年)
- Stop: Think (1999年)
- Goodbye Canada (2001)
- One Big Party: To Keep Canada Independent (2003年)
- A Miracle in Waiting (2010年)
- Light at the End of the Tunnel: A Survival Plan for the Human Species (2010年)
- The Money Mafia: A World in Crisis (2014年)